# زوجة واحدة تكفي (مسرحية)
زوجة واحدة تكفي هي مسرحية كوميدية مصرية، عُرضت في سنة 1979 علي مسرح الريحاني، وحققت نجاح كبير وكانت أوَّل أعمال أحمد الابياري. من بطولة صلاح ذو الفقار، وتأليف أحمد الإبياري، وإخراج شاكر خضير.

## طاقم التمثيل
- صلاح ذو الفقار
- محمد نجم
- سعيد عبد الغني
- هناء ثروت
- زيزي مصطفي
- صبري عبد المنعم
- رياض الخولي